# Pieter Derks
Pieter Derks (Wijchen, 20 september 1984) is een Nederlandse cabaretier en columnist.

## Carrière
Derks volgde de cabaretopleiding aan de Koningstheateracademie in Den Bosch.
In 2004 won hij het Amsterdams Studenten Cabaret Festival en stond in de voorrondes van het Leids Cabaret Festival. In 2005 won hij de publieksprijs van de Wim Sonneveldprijs op het Amsterdams Kleinkunst Festival. Hij verscheen in televisieprogramma's als Mag ik u kussen?, TatataTaal, In goed gezelschap en Over de kop. 
Van 2011 tot en met 2014 sloot hij als vaste cabaretier de week af in De Wereld Draait Door, een televisieprogramma van de VARA. Ook schrijft Derks columns voor Vier Zeven van BNN op Radio 1. Derks won in 2013 de finale van het televisieprogramma De Slimste Mens. Derks was in 2013 genomineerd voor de Televizier Talent Award, samen met Ferry Doedens en Kees Tol, maar zag de prijs naar laatstgenoemde gaan. Eind van dat jaar werd hij tweede in de Nationale 2013 test van BNN. Eveneens maakte Derks toen zijn eerste oudejaarsconference onder de naam Een oudejaars, die op Humor TV 24 en Radio 1 werd uitgezonden.
Hij deed mee aan het vijftiende seizoen van Wie is de Mol? dat op 1 januari 2015 van start ging. In de eerste aflevering was hij de eerste afvaller van dat seizoen.
In 2017 was hij samen met Thomas van Luyn teamcaptain in de quiz De Kleine Lettertjes. Twee jaar later, in 2019, was hij teamcaptain in de spelshow Van De Week.
Derks' EP De halve wereld kwam uit in 2021. In 2023 volgde een tweede EP, Uit het niets geheten.
In april 2022 was Derks te zien in De Avondshow Stand-Ups.
Op 31 december 2024 verzorgde hij de oudejaarsconference voor BNNVARA.
Via YouTube zijn vele onderdelen uit zijn shows te zien, die ook regelmatig op televisie uitgezonden worden. Dikwijls zijn dat opnames vanuit de Stadsschouwburg Nijmegen.

## Privé
Derks woont in Nijmegen, is getrouwd en heeft twee dochters en een zoon. Een van zijn dochters werd zeven weken te vroeg operatief geboren. Dit gegeven speelt een rol in het cabaretprogramma Voor wat het waard is. 

## Cabaretprogramma's
- 2006: Dat zal je nog verbazen
- 2008-2009: Waan
- 2010-2012: Het werd ook weleens tijd
- 2013: Van Nature
- 2013: Een Oudejaars 2012
- 2014-2016: Zo goed als nieuw
- 2016-2017: Spot
- 2017: Kortste oudejaarsconference van Nederland
- 2018-2020: Voor wat het waard is
- 2019: 2019 in het kort[6]
- 2021-2022: Uit het niets
- 2023-2024: Ja, leuk
- 2024: Nu even niet (oudejaarsconference)